# 蒽钠
蒽钠是一种有机化合物，化学式为Na+(C14H10-·)，它可由蒽和金属钠在乙醚或四氢呋喃中反应得到。它和氢化铝锂在乙醚中反应，可以得到氢化铝钠。它可用于N–S、O–S、O–P和C–O键的还原断裂。

## 相关化合物
9,10-二钠-9,10-二氢蒽（CAS：24689-81-4）化学式为Na2+(C14H102−)，分子量224.21，其四氢呋喃溶液为紫色。